# Macrostylis longifera
Macrostylis longifera là một loài chân đều trong họ Macrostylidae. Loài này được Menzies & George miêu tả khoa học năm 1972.